# الوبخ
شعب الوبخ مجموعة تتكلم اللغة الشمالية الغربية القوقازية لغة الوبخ، حتى حلول لغات محلية أخرى محلها وآخر ناطق بها مات عام 1992.
شغل الوبخ منطقة في شمال غرب أبخازيا في الـقوقاز. وكانوا على الأغلب أحد الشعوب التي سكنت منطقة كولشيس. خارج الميثولوجيا، ذكروا أجداد الوبخ المحتملين في كتاب بروكوبيوس الرابع De Bello Gotico (الحرب القوطية)، تحت اسم βροῦχοι (بروتشوي). كانوا الوبخ نصف-مترحلين وجيدين في الفروسية، وما زالت واللغة الوبخية تحتوي على مفردات متباينة متصلة بالخيل.
لكن شعب الوبخ اكتسب أهمية أكبر في العصر الحديث. فبحلول عام 1864، خلال فترة حكم القيصر ألكسندر الثاني، اكتمل الغزو الروسي للقوقاز الشمالي الغربي. أرحل شعبي الـأديغة والـأبخاز، والـأباظة أرحلوا بشكل جزئي إلى خارج الـقوقاز. مع وجود خطر القهر على يد الجيش الروسي، شعب الوبخ، مع شعوب القوقاز المسلمة الأخرى، رحلوا عن وطنهم بشكل جماعي بدءاً من 6 مارس 1864. بحلول 6 مايو، رحلت أمة الوبخ بكاملها عن القوقاز. ثم استقروا بشكل نهائي في عدد من القرى في غرب تركيا حول بلدية مانياس.
لتجنب التمييز، شجع شيوخ الوبخ شعبهم على الاندماج بالثقافة التركية. بالتخلي عن ثقافتهم البدوية التقليدية، فأصبحوا شعباً مزارعاً. استبدلت لغة الوبخ سريعاً من قبل اللغتين التركية والشركسية؛ ومات آخر متحدث بلغة الوبخ توفيق إسنش عام 1992.
اليوم تشتت الوبخ في أنحاء تركيا و - وبأعداد أقل بكثير - الأردن. أمة الوبخ بحد ذاتها  لم تعد موجودة، مع أن هؤلاء المنحدرين من أصول وبخية يفتخرون بالقول عن أنفسهم أنهم وبخ، كم أن هناك قريتين في تركيا حيث أغلبية سكانها من أصول وبخية.